# Impatiens pseudokingii
Impatiens pseudokingii är en balsaminväxtart som beskrevs av Hand.-mazz. Impatiens pseudokingii ingår i släktet balsaminer, och familjen balsaminväxter. Inga underarter finns listade i Catalogue of Life.